# 郵便史コレクション
郵便史コレクションとは、実際に郵便で運ばれた郵便物（実逓便）を用いて、郵便料金（レート）、郵便経路（ルート）、郵便印などの郵便事業に関わる様々な要素を読み解き、ある特定の時期の郵便事業の変遷を体系的に整理、展開した切手コレクションのことで、ポスタルヒストリーとも称する。伝統郵趣コレクションと違って、郵便史コレクションには基本となるカタログはなく、構成者が自分で主題とその構成を考えて、鑑賞者に簡潔明瞭に示すことが求められる。